# حارة التعاون (صنعاء)
التعاون هي إحدى حارات حي سدس الروض (صنعاء) بمدينة الروضة شمال العاصمة اليمنية "صنعاء"، بلغ تعداد سكانها 1941 نسمة حسب تعداد اليمن لعام 2004.